# Istog
Istog (ook wel: Burimi, Servisch: Istok/Исток) is een stad en gemeente in Kosovo, de op 17 februari 2008 onafhankelijk van Servië verklaarde provincie. Istog is gelegen in het Noordwesten van Kosovo en heeft een oppervlakte van zo'n 453 km², en een inwoneraantal van 64.342. De burgemeester is Fadil Ferati, van de LDK. De gemeente Istog heeft een Albanees-Kosovaarse meerderheid, en bestaat uit Istog en zo'n 50 omliggende dorpjes.

## Geboren
- Fatmire Alushi (1 april 1988), Duits voetbalster